# ISO 3166-2:AQ
ISO 3166-2:AQ é o subconjunto de códigos definidos em ISO 3166-2, parte do padrão ISO 3166  publicado pela Organização Internacional para Padronização (ISO), para os nomes dos principais subdivisões da Antártica.
Antártica ou Antártida é regulamentada pelo Sistema de Tratados Antárticos, que é definida como toda a terra e plataformas de gelo em torno dos 60°S. Não tem nenhum governo e não pertence a nenhum país, contudo, oito revindicações territoriais da Antártida são mantidas por sete países diferentes. Atualmente não tem códigos definidos.